# 羽根泰正
羽根泰正（1944年6月25日—），日本职业围棋棋手，日本棋院中部本部九段。
羽根泰正出生于三重县，师从岛村俊广九段，1958年入段，1981年升为九段。羽根棋风强硬，以高中国流为得意布局，有“中京大钻石”的美称。1988年，羽根泰正在第4届中日围棋擂台赛上第三位出场，击败中国主将聂卫平九段，终止了他的擂台赛11连胜，为日本首次赢得了擂台赛优胜。1990年，羽根击败加藤正夫，夺得王座战冠军，但在次年负于藤泽秀行。
其子羽根直树九段为日本新一代最强棋手之一，曾获得棋圣战和本因坊冠军。